# Beckovské Skalice
Beckovské Skalice este o arie protejată (arie specială de conservare — SAC, sit de importanță comunitară — SCI) din Slovacia întinsă pe o suprafață de 33,07 ha, integral pe uscat.

## Localizare
Centrul sitului Beckovské Skalice este situat la coordonatele 48°46′31″N 17°53′48″E / 48.775278°N 17.896667°E.

## Înființare
Situl Beckovské Skalice a fost declarat sit de importanță comunitară în octombrie 2011 pentru a proteja 30 de specii de animale. Situl a fost protejat și ca arie specială de conservare în august 2011.

## Biodiversitate
Situată în ecoregiunea alpină, aria protejată conține 6 habitate naturale: Tufărișuri subcontinentale peripanonice, Pajiști stepice subpanonice, Fânețe de joasă altitudine (Alopecurus pratensis, Sanguisorba officinalis), Pajiști uscate seminaturale și facies de acoperire cu tufișuri pe substraturi calcaroase (Festuco-Brometalia) (* situri importante pentru orhidee), Păduri panonice cu Quercus pubescens, Pajiști uscate seminaturale și facies de acoperire cu tufișuri pe substraturi calcaroase (Festuco-Brometalia) (* situri importante pentru orhidee).
La baza desemnării sitului se află mai multe specii protejate:
- păsări (26): pițigoi codat (Aegithalos caudatus), ciocârlie-de-câmp (Alauda arvensis), lăstunul mare (Apus apus), buha (Bubo bubo), șorecarul comun (Buteo buteo), caprimulg (Caprimulgus europaeus), sticlete (Carduelis carduelis), florinte (Carduelis chloris), botgros (Coccothraustes coccothraustes), cristeiul de câmp (Crex crex), cuc (Cuculus canorus), lăstun de casă (Delichon urbica), măcăleandru (Erithacus rubecula), vânturel roșu (Falco tinnunculus), cinteză (Fringilla coelebs), frunzăriță galbenă (Hippolais icterina), rândunică (Hirundo rustica), capîntortură (Jynx torquilla), prigoare (Merops apiaster), grangur (Oriolus oriolus), Parus caeruleus, pițigoi mare (Parus major), vrabie (Passer domesticus), silvie cu cap negru (Sylvia atricapilla), silvie porumbacă (Sylvia nisoria), mierlă (Turdus merula)
- mamifere (1): liliac comun (Myotis myotis)
- nevertebrate (3): albilița portocalie (Colias myrmidone), fluturele de noapte (Eriogaster catax), Euplagia quadripunctaria

Pe lângă speciile protejate, pe teritoriul sitului au mai fost identificate 6 specii de plante, 32 de specii de nevertebrate.